# Тулпар

Два тулпара на гербе Казахстана.

Тулпа́р (баш. Толпар, каз. Тұлпар, кирг. Тулпар, кум. Тулпар, тат. Тулпар) — крылатый (или небесный) конь из тюркской мифологии.
Тулпар — это легендарная крылатая или небесная лошадь в тюркской мифологии, аналогичная греческому Пегасу. Это мифическое существо ярко представлено на государственных гербах Казахстана и Башкортостана. Происхождение Тулпара связано с охотничьими традициями народов Центральной Азии, которые использовали лошадей в сочетании с птицами хищниками. Со временем эти два животных слились в человеческом воображении, создав крылатую лошадь, известную как Тулпар.
Крылья Тулпара не обязательно предназначались для полёта, но символизировали его непревзойдённую скорость. Эта мифическая лошадь увековечена в различных культурных символах. Например, герб Казахстана включает в себя двух золотых тулпаров, верх юрты и солнечные лучи на синем фоне, символизирующем небо, где скачут тулпары. Тулпар глубоко укоренился в культурном наследии тюркоязычных народов, включая турок, узбеков, татар, башкир, казахов и кыргызов. Небесная лошадь, известная как Тулпар в тюркской мифологии, воплощает быстроту, элегантность и глубокую культурную значимость.

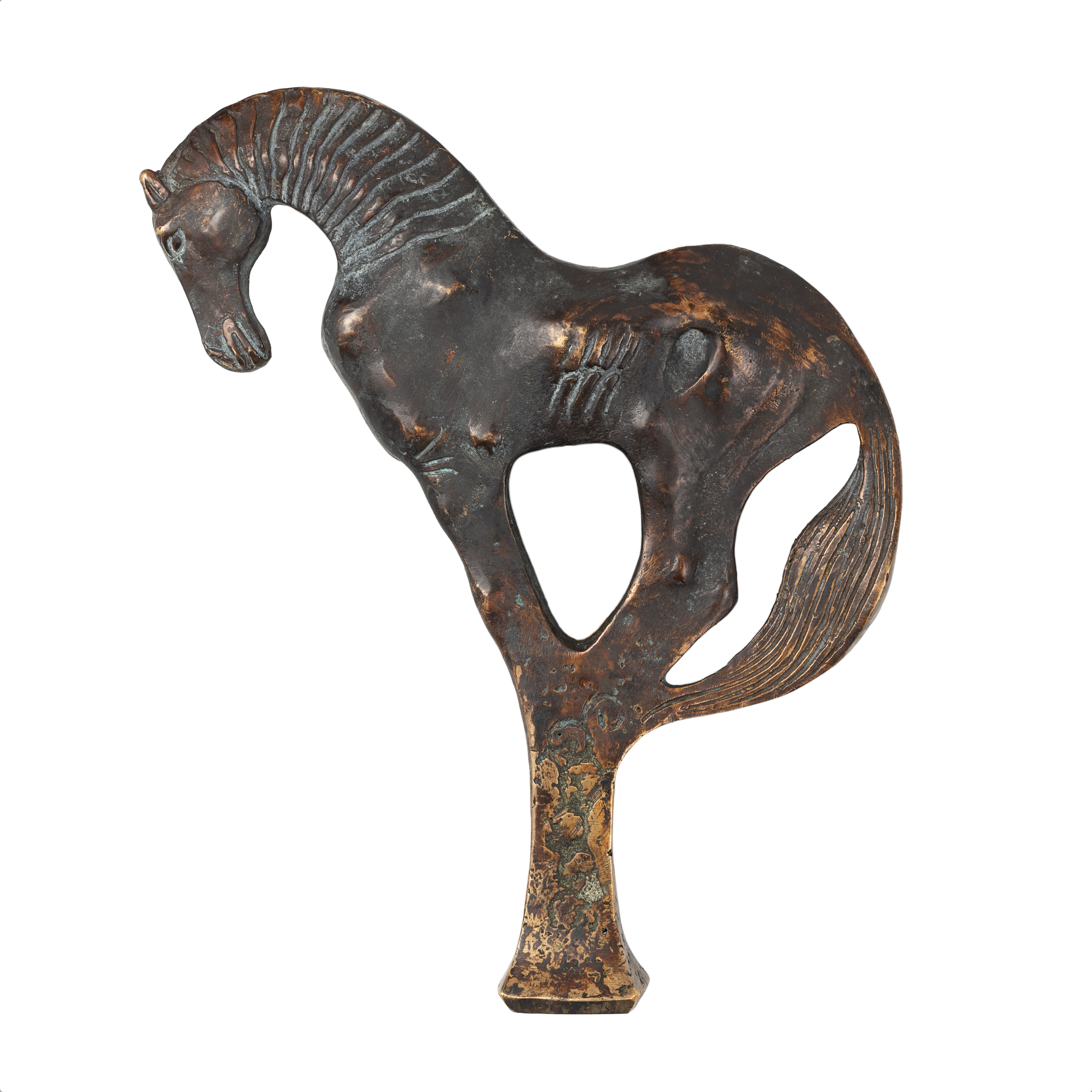
Церемониальное позолоченное бронзовое навершие, изображающее стоящую лошадь — культура саков, символизм Тулпара

### Мифологическое происхождение
Согласно древним верованиям, Небесная Лошадь, или Тулпар, была божественным существом, созданным богами. Считалось, что это крылатая лошадь, но её крылья становились невидимыми при посадке, что делало её похожей на обычную лошадь. Легенды описывают разведение Небесной Лошади на живописных евразийских степях, где божественная лошадь спаривалась с местными кобылами. Получившееся потомство было крупными, красиво сложенными жеребцами, известными своей скоростью и выносливостью.

### Культурное значение
Лошадь занимает особое место в устной литературе казахского народа. Тулпар — это крылатая лошадь, один из главных мотивов казахского фольклора. В сознании тюрок космос был населен мифическими существами, одним из которых был Тулпар. Тулпар — это коллективный образ небесной лошади. Как птица, он имел крылья и мог мгновенно переместиться в любое другое место.
Крылатые лошади, изображенные в искусстве древних кочевников, на металлических украшениях алтайских саков, на знаменитой каргалы диадеме, на головном уборе Золотого Человека из Иссыкского кургана и на скифских блюдах, теперь являются отличительным знаком герба Республики Казахстан. Примечательный артефакт, церемониальный позолоченный бронзовый навершия, изображающий стоящую лошадь, демонстрирует культуру саков. Этот артефакт отображает изысканные черты Небесной Лошади, Тулпара, подчеркивая культурный синкретизм того времени.
Мифический Тулпар символизирует идеалы скорости, элегантности и культурной глубины. Он представляет собой не только физическую силу, но и богатую ткань человеческого воображения и культурного наследия, которое сформировало историю. Тулпар воплощает атрибуты быстроты, силы и глубокую культурную связь с его соответствующими традициями. Влияние этих «небесных» лошадей продолжает отмечаться, отражая их глубокое влияние на историю и культуру.

### Тулпар в башкирском народном творчестве
Тулпар в башкирских богатырских сказках выступает советчиком и помощником богатыря (батыра), которому помогает одолеть чудовищ; переносит богатыря (батыра) на себе по воздуху, мечет молнии, поднимает крыльями ветер, содрогает своим ржанием землю. Ударом копыта Тулпар выбивает источник, вода которого дает вдохновение сэсэнам (певцам-сказителям).
В башкирском народном творчестве тулпар на правах протагониста выступает в эпосах «Урал-батыр» и «Акбузат».

«Иной тип волшебных коней — крылатые тулпары, больше всего действующие в богатырских сказках и легендах, имеют сравнительно небольшой рост. Они, как правило, стригунки невзрачного вида, первыми откликаются на звон уздой при выборе героями верхового коня в табуне матери или… отца… Как только батыры оседлают их и отправляются в путь, они превращаются в богатырских коней. Иногда тулпары… выходят со дна моря или колодца или сказочные герои ловят их на берегу озёр и других водоёмов…

По древним представлениям башкир, никто, включая хозяина, не должен был видеть крылья тулпара, иначе он мог умереть…

Тулпары могут разговаривать по-человечески, мыслить, видеть сны, возмущаться, мстить. Они верные товарищи, надежные спутники и мудрые советчики героев. При расставании на время с батыром конь всегда велит ему выдернуть три волосинки из его гривы или хвоста; герою достаточно подпалить их — тулпар явится перед ним… Тулпары — сказочные кони земного (реже — водного) происхождения, не связаны с небесным, верхним миром. Они фигурируют в мифах как волшебные помощники и покровители сказочных героев.»
— А. Илимбетова. Культ коня у башкир